# Mogadishu
Mogadishu (tidligere også stavet Mogadiscio; Muqdisho på somali) er Somalias hovedstad og største by beliggende ved det Indiske Ocean. Byen har 2.120.000(2015) indbyggere.
Mogadishu er en havneby, og den har været et handels- og finanscenter. Der en vejforbindelse til Kenya og Etiopien og international lufthavn.

## Historie
Mogadishu blev anlagt af arabere omkring år 900 og var i det 12. århundrede blevet et vigtigt handelscenter på Afrikas østkyst. Byen blev besøgt af den kinesiske opdagelsesrejsende Zheng He i begyndelsen af det 15. århundrede. I det 16. århundrede kom byen under portugisisk kontrol.
I 1871 blev Mogadishu erobret af sultanen af Zanzibar som lejede den til Italien i 1892. Italien købte byen i 1905 og gjorde den til hovedstad i Italiensk Somaliland.. Mogadishu blev under 2. verdenskrig indtaget af britiske tropper fra Kenya.
I den somaliske borgerkrig blev byen indtaget af oprørere i 1990. Voldsomme kampe mellem forskellige klanhære ødelagde store dele af byen i 1991 og 1992. Der var udstationeret fredsbevarende FN-styrker fra 1992 til 1995 (Operation Restore Hope og Operation Continue Hope).
3. oktober 1993 endte en amerikansk militæraktion, Slaget i Mogadishu mod nogle af krigsherren Mohammed Farah Aidids folk med en katastrofe set fra USA's synspunkt med 19 dræbte og flere sårede amerikanere. Begivenhederne den dag blev senere dramatiseret i romanen og filmen Black Hawk Down.
Siden Maj 2008 har der været voldsom stigning af vold. Volden eskalerede til flere selvmordsbombe-angreb. Dette forårsagede et stort mennesketab.
Mogadishu er fortsat i dag en af verdens farligste byer da klanstridighederne stadig foregår.

## Klima
| Vejr for Mogadishu, Somalia                        | Vejr for Mogadishu, Somalia | Vejr for Mogadishu, Somalia | Vejr for Mogadishu, Somalia | Vejr for Mogadishu, Somalia | Vejr for Mogadishu, Somalia | Vejr for Mogadishu, Somalia | Vejr for Mogadishu, Somalia | Vejr for Mogadishu, Somalia | Vejr for Mogadishu, Somalia | Vejr for Mogadishu, Somalia | Vejr for Mogadishu, Somalia | Vejr for Mogadishu, Somalia | Vejr for Mogadishu, Somalia |
|                                                    | Jan                         | Feb                         | Mar                         | Apr                         | Maj                         | Jun                         | Jul                         | Aug                         | Sep                         | Okt                         | Nov                         | Dec                         | År                          |
| -------------------------------------------------- | --------------------------- | --------------------------- | --------------------------- | --------------------------- | --------------------------- | --------------------------- | --------------------------- | --------------------------- | --------------------------- | --------------------------- | --------------------------- | --------------------------- | --------------------------- |
| Gennemsnitlig maks °C                              | 30,2                        | 30,7                        | 32                          | 32,9                        | 31,8                        | 29,9                        | 28,8                        | 28,9                        | 29,7                        | 30,5                        | 30,8                        | 30,6                        | 30,57                       |
| Gennemsnitlig °C                                   | 26,3                        | 26,6                        | 28,2                        | 29                          | 28,1                        | 26,6                        | 25,8                        | 25,8                        | 26,4                        | 27,2                        | 27,2                        | 26,9                        | 27,01                       |
| Gennemsnitlig min °C                               | 22,4                        | 22,5                        | 24,4                        | 25,1                        | 24,5                        | 23,4                        | 22,9                        | 22,7                        | 23,1                        | 23,9                        | 23,7                        | 23                          | 23,47                       |
| Gennemsnitlig nedbør mm                            | 1                           | 1                           | 4                           | 68                          | 77                          | 80                          | 61                          | 33                          | 15                          | 36                          | 76                          | 14                          | 466                         |
| Kilde: Weltwetter Spiegel Online (RH & sun) (tysk) |                             |                             |                             |                             |                             |                             |                             |                             |                             |                             |                             |                             |                             |